# Schwaig (Oberding)
Schwaig ist ein Gemeindeteil der Gemeinde Oberding im oberbayerischen Landkreis Erding.

## Lage
Das Pfarrdorf liegt auf freier Flur, etwa 5 km nordwestlich des Erdinger Stadtzentrums und ca. 3 km östlich vom Flughafen München.

## Geschichte
Urkundlich wird Schwaig erstmals in der Zeit zwischen 1231 und 1237 erwähnt. Die katholische Pfarrkirche St. Korbinian ist ein neuromanischer Saalbau von Johann Baptist Schott, erbaut 1903–05. Die kleine Vorgängerkapelle von 1683 ist als Sakristei einbezogen. Eine Einschränkung der Ortsentwicklung brachte der Beschluss der Bayerischen Staatsregierung vom 5. August 1969, im Erdinger Moos einen Großflughafen zu bauen. Der Ortsteil Franzheim wurde sogar abgesiedelt.